# شریف فتوی
شریف فتوی (انگلیسی: Chérif Fetoui؛ زادهٔ ۱ ژانویهٔ ۱۹۴۵) بازیکن فوتبال اهل مراکش بود.
از باشگاه‌هایی که در آن بازی کرده‌است می‌توان به باشگاه فوتبال فاسی اشاره کرد.
وی همچنین در تیم ملی فوتبال مراکش بازی کرده‌است.